# Rufino de Aquilea
Tiranio Rufino de Aquilea (en latín, Tyrannius Rufinus Aquileiensis; Concordia —en el Véneto oriental, junto a Aquilea—, 345–Mesina, Sicilia; 411) fue un escritor y exégeta cristiano de la antigüedad.

## Estudios
Estudió en Roma donde conoció a san Jerónimo. Marchó después a Aquilea para ser bautizado en 370, después de haber recibido instrucción cristiana del más tarde obispo Cromacio y de los diáconos Jovino y Eusebio. Acompañó a la noble romana Melania a Egipto, en donde visitó a los monjes del desierto de Nitria (Palestina). En Alejandría, frecuentó las clases de Dídimo el Ciego quien lo aficionó a Orígenes; conoció a Juan y a Teófilo, futuros obispo de Jerusalén y patriarca de Alejandría respectivamente. En 380, encuentra a Melania en Jerusalén e ingresa en el monasterio del Monte Olivete. Juan de Jerusalén lo ordenó sacerdote en 390. Por esos años, san Jerónimo había fijado su residencia en Belén. En 397 tuvo lugar el primer incidente entre Rufino y San Jerónimo: Epifanio, obispo de Salamina (Chipre), subió a Jerusalén para refutar el origenismo contra Juan de Jerusalén; apoyado por Rufino, Epifanio encontró ayuda en san Jerónimo, quien siempre había aprobado era la obra de exégeta de Orígenes, pero no su dogmática.

## Actividades en Occidente
Rufino volvió a Occidente y en la Cuaresma de 398 publicó su traducción al De principiis de Orígenes y la de la apología de Orígenes hecha por Pánfilo. En la primera, no dudó presentar a Jerónimo como seguidor y admirador del alejandrino. San Jerónimo se apresuró a publicar una nueva traducción del De principiis que, a diferencia de la de Rufino, conservaba literalmente los pasajes del original, que no dejaron de causar escándalo en Roma. El papa Anastasio (398-401) pidió cuentas a Rufino sobre el apoyo que prestaba a la doctrina de Orígenes, para lo cual le envió Rufino su obra Apología ad Anastasium Romanae urbis episcopum. Rufino marchó entonces a Aquilea, con ocasión de la muerte de su madre, y allí se encontró con Pauliniano, hermano de Jerónimo. Se dirigió luego a Roma y en compañía de Melania y otros familiares fueron a Pineto y luego a Sicilia. Como escritor es bastante limitado.

## Obras

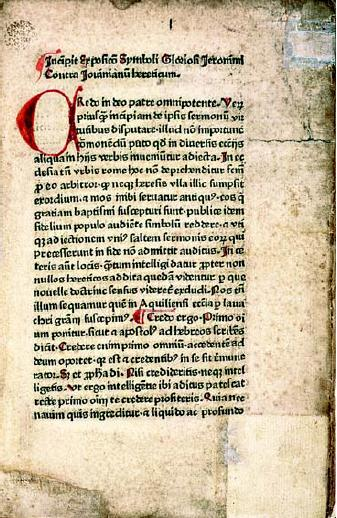
Apologia in Hieronymum

Sus obras conservadas comprenden cinco trabajos principales y otros menores, como apoyo a otros escritores. Estas son:
- De benedictionibus Patriarcharum, en la que demuestra predilección por la exégesis origenista (PL 21,293-336)
- Commentarium in Symbolum Apostolorum, en la que aparece por vez primera el Símbolo Apostólico en latín
- Apologia in Hieronymum, en la que explica su propia posición y echa en cara a Jerónimo su interés apasionado por los clásicos
- Apologia ad Anastasium, en donde defiende su ortodoxia, puesta en duda.
- Escribió también De adulteratione librorum Originis y dos libros como continuación de la Historia de Eusebio (hacia 325-395). Sus cartas se han perdido.

La actividad literaria de Rufino aparece, sobre todo, en su modalidad de traductor; de Orígenes tradujo, además del De principiis, 17 homilías sobre el Génesis, 13 sobre el Éxodo, 16 sobre el Levítico, 28 sobre los Números, 26 sobre Josué, 9 sobre Jueces, 9 sobre el libro de los Salmos 36-38; tradujo el prólogo, 3 libros y parte del cuarto del Comentario sobre Cantar de los Cantares y 10 libros del Comentario a la epístola a los Romanos. De San Basilio tradujo las Reglas y nueve homilías; nueve también de Gregorio Nacianceno; el diálogo de Adamancio; las Recognitiones Clementinae cuyo texto original se ha perdido.
En su versión latina de la Historia Eclesiástica de Eusebio no solo tradujo sino que extendió la narración hasta el año 395. Existe una edición crítica del texto realizada por Theodor Mommsen en 1903.
También tradujo las Sentencias de Sexto, que comprenden 451 proverbios y, finalmente, la Historia Monachorum.

## Legado
A pesar de haber sido desacreditado, no del todo injustamente por parte de Jerónimo, es acertado afirmar que buena parte de la obra de Orígenes y de otros autores se ha conservado gracias al trabajo de Rufino. Por otra parte la obra de Rufino es de enorme importancia para el estudio de la historia del monaquismo, no obstante existen razones más que fundadas para dudar de un buen número de los acontecimientos narrados por Rufino. Justamente en defensa de las acusaciones del origenismo que le fueron dirigidas, escribe las Apologías mencionadas más arriba.
A Rufino como traductor, se lo considera inseguro; a veces omite cosas, otras las añade, e incluso modifica textos. El deseo principal de Rufino con su actividad de traductor no es el de despertar la admiración o el aplauso de sus lectores, sino el de contribuir a su progreso espiritual. Es por esto que, más allá de algunas traducciones origenianas que debatían importantes cuestiones dogmáticas, que le causarían involucrarse en la controversia anti-origenista, Rufino se dedicó a la traducción de obras de contenido moral. El mismo, para entender un poco su pensamiento e intención, en los prólogos afirma claramente que una lectura privada de problemas dogmáticos y rica de enseñanzas de tipo moral, es la más apta para difundir la doctrina cristiana.
Con sus traducciones, Rufino no solamente ofreció al mundo occidental una importante contribución para la formación cristiana y para el desarrollo de los intereses ascéticos de sus contemporáneos, sino que también influenció la cultura y la teología medieval.